# تیریلر، آلانیا
تیریلر، آلانیا (به لاتین: Tırılar, Alanya) یک زیستگاه انسانی در ترکیه است که در آلانیا واقع شده‌است.